# Plaza Sotomayor
La Plaza Sotomayor es una plaza ubicada en la ciudad chilena de Valparaíso. Considerada el mayor centro cívico de la ciudad, así como el eje principal del Barrio Puerto, en ella se emplazan importantes inmuebles, como el Monumento a los Héroes de Iquique, donde yacen los restos de Arturo Prat, y el Edificio Armada de Chile, correspondiente a la antigua Intendencia.
Actualmente se constituye además como un importante centro arqueológico, ya que en su subsuelo se ubican los restos del primer muelle fiscal del puerto construido con los restos de la fragata Esmeralda capturada por Thomas Cochrane a la armada española.
Llamada originalmente plaza de la Aduana, luego su nombre cambió a Plaza del Palacio, hasta obtener su actual nombre en honor de Rafael Sotomayor, importante ministro de Estado del siglo XIX y héroe civil de la Guerra del Pacífico (1879-1884).
En esta plaza estuvo la primera Bolsa Comercial de Chile. El 23 de enero de 1979, fue declarada Zona Típica de Chile, junto con todos los edificios que la encierran, al mismo tiempo que fue declarado Monumento Histórico el Edificio Armada de Chile.

## Ubicación

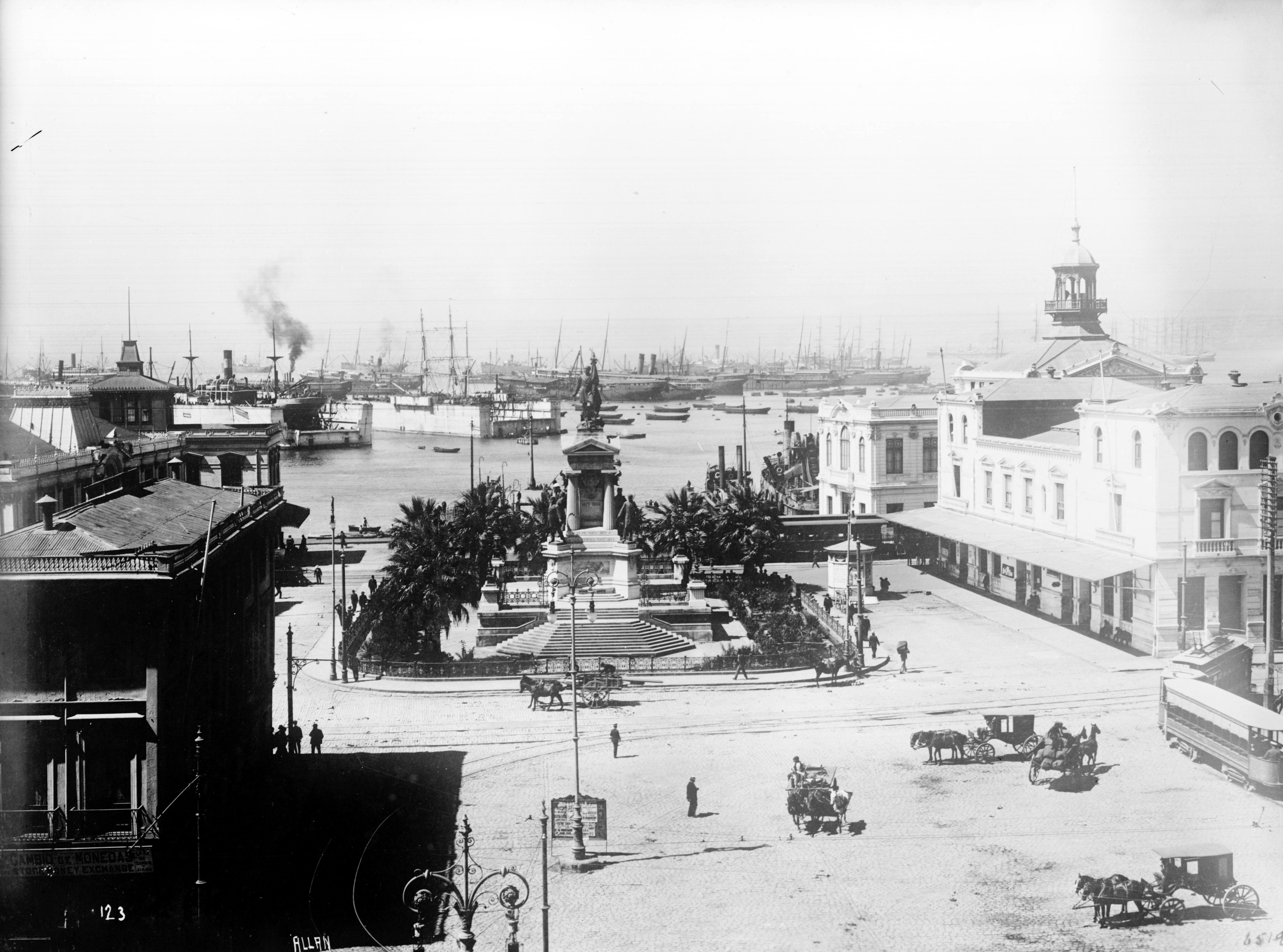
Plaza Sotomayor a principios del.

La Plaza Sotomayor se encuentra ubicada a los pies del cerro Cordillera y frente al muelle Prat, entre las calles Serrano, Errázuriz, y Plaza Sotomayor, en el sector Puerto de la ciudad.
Está rodeada de edificios de diferentes estilos, entre los que destacan el ex edificio de Correos, donde actualmente se emplaza el Ministerio de las Culturas, las Artes y el Patrimonio; el edificio de la ex Intendencia, que actualmente es sede de la Comandancia en Jefe de la Armada de Chile y el edificio de la Estación Puerto del Metro de Valparaíso

## Historia

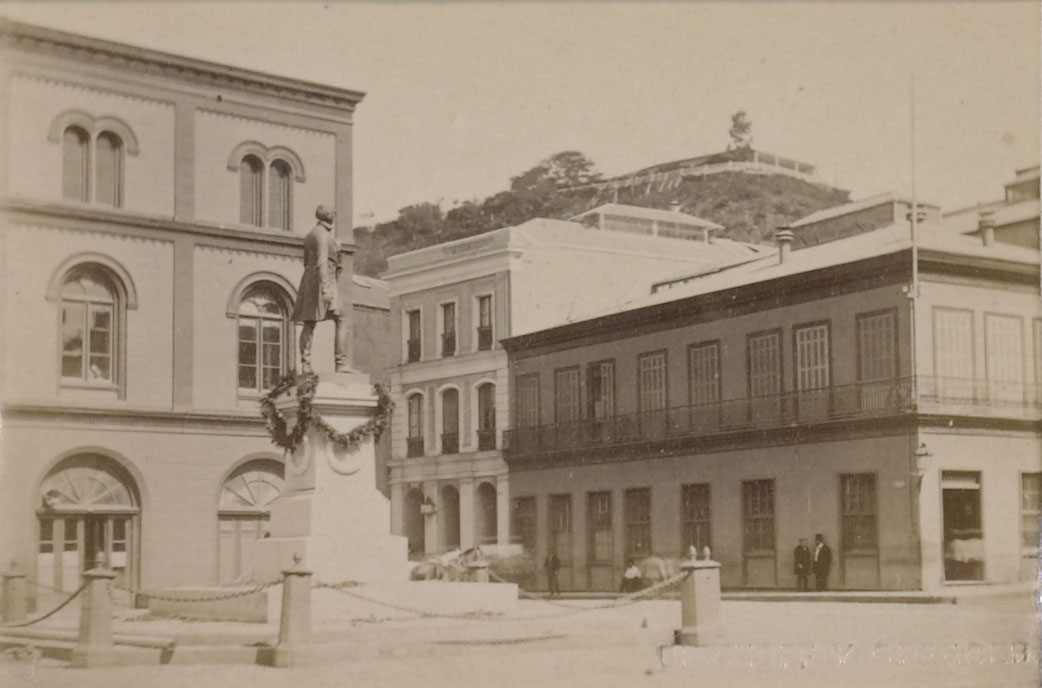
Estatua de Lord Cochrane en 1874

Entre 1831 y 1832, el arquitecto inglés Juan Stevenson, construyó el edificio de la Aduana donde hoy se sitúa el Edificio Armada de Chile. Fue construido con murallas externas de ladrillos, murallas internas de adobe; tenía dos pisos y una alta torre de cuatro cuerpos. Desde ese entonces, la plaza era conocida como Plaza de la Aduana. Entre 1839 y 1841, Stevenson construyó la Aduana de San Agustín, donde en la actualidad se encuentran los Tribunales de Justicia.[cita requerida]
La estatua de Thomas Cochrane, que hoy forma parte del Monumento a Lord Cochrane en la Avenida Brasil, fue instalada inicialmente a fines del siglo XIX en esta plaza.
En 2013, el Centro de Estudios Patrimoniales de la Pontificia Universidad Católica de Valparaíso, por encargo de la Armada de Chile y con el apoyo del Consejo de Monumentos Nacionales y la Ilustre Municipalidad de Valparaíso, restauró tanto la fachada del Edificio Armada de Chile como el Monumento a los Héroes de Iquique.

## Atracciones

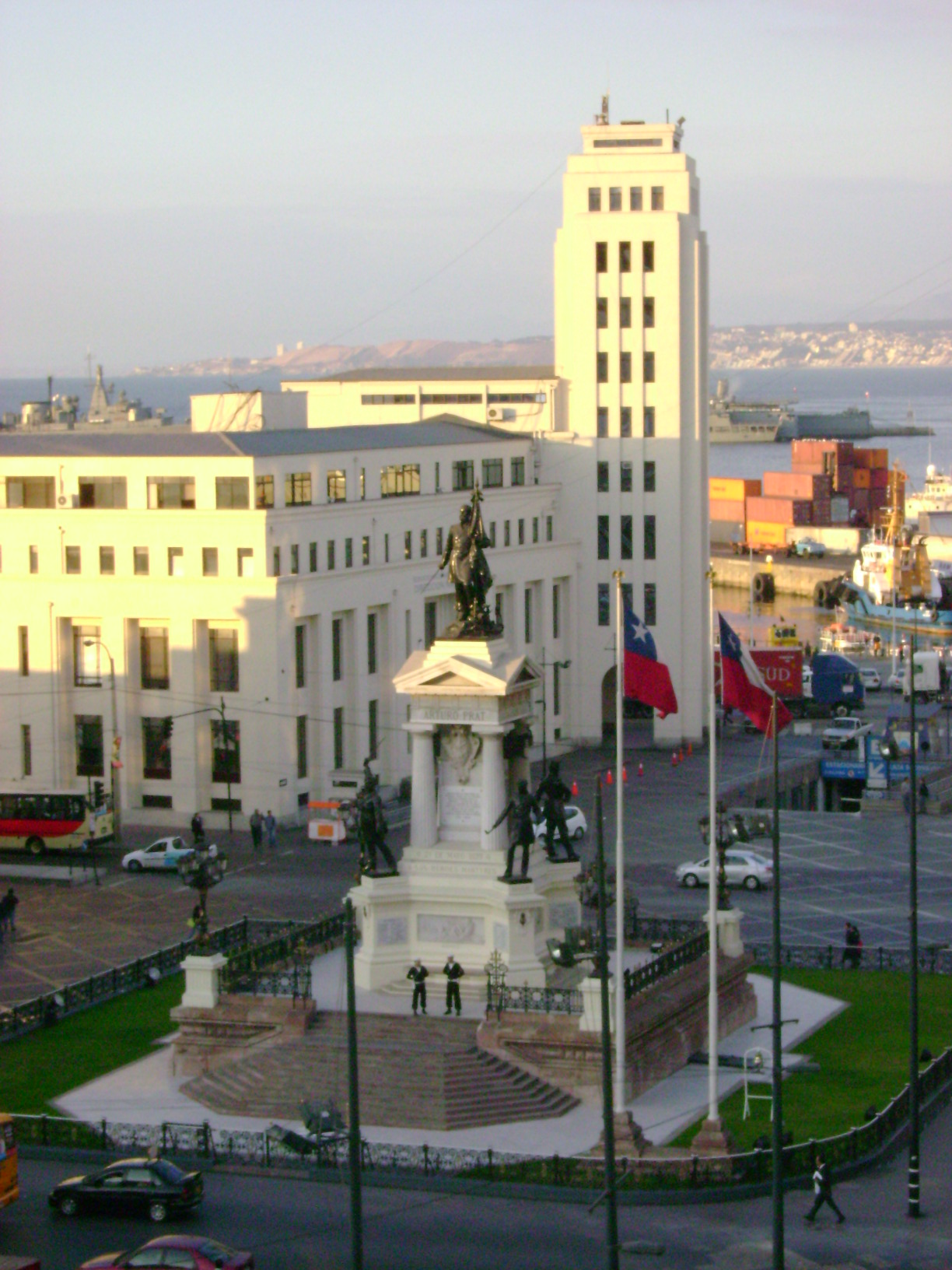
Monumento a los Héroes de Iquique, ubicado en la Plaza Sotomayor. Detrás, el edificio de la Dirección Nacional de Aduanas, y más al fondo, contenedores del Puerto de Valparaíso.

En el centro de la plaza está ubicado el Monumento a los héroes de Iquique, dedicado a los mártires que participaron en el Combate naval de Iquique y de Punta Gruesa librados entre los buques chilenos Esmeralda y Covadonga contra los peruanos Huáscar e Independencia el 21 de mayo de 1879. Debajo del monumento se encuentra un mausoleo donde descansan los restos de los caídos y sobrevivientes chilenos del combate.[cita requerida]
En el sector oriente de la plaza se encuentra la Comandancia del Cuerpo de Bomberos de Valparaíso, el primero del país, además de dos de las tres más antiguas compañías del mismo, la Primera Compañía "Bomba Americana" y la Segunda Compañía "Bomba Germania".[cita requerida]
En el sector poniente se encuentra el centenario hotel Reina Victoria y el antiguo y remodelado edificio de la Compañía Sudamericana de Vapores.[cita requerida]
Durante las excavaciones que se realizaron para la construcción de estacionamientos subterráneos, fueron encontrados los restos de lo que fue el primer muelle construido en la ciudad, los cuales están expuestos en el mismo lugar en que se descubrieron.[cita requerida]
En el sector de la plaza también se realiza todos los años el desfile a las glorias navales. También se realizan permanentemente actividades artístico-culturales.[cita requerida]
|                                                              |
| Hotel Reina Victoria (izquierda) y Edificio CSAV HQ (centro) |

|                              |
| Edificio de la exintendencia |

|                           |
| Edificio del CNCA en 2020 |

|                                                      |
| Cuartel General del Cuerpo de Bomberos de Valparaíso |